# Jus2
Jus2 (кор. 저스투) — второй официальный саб-юнит южнокорейского бойз-бенда GOT7. Был сформирован в 2019 году JYP Entertainment и состоит из дух участников: JB и Югёма. Дебют состоялся 5 марта 2019 года с мини-альбомом Focus.

## Название
Название дуэта, по словам участника Югёма, это «комбинация из слов just (просто) и two (два)».

## История
13 февраля 2019 JYP Entertainment объявили о формировании нового подразделения GOT7 которое должно было дебютировать примерно в марте. Позже выяснилось, что их мини-альбом Focus будет выпущен 5 марта и будет состоять из шести треков с «Focus On Me» в качестве заглавного трека. Музыкальные видео для заглавного трека было выпущено 3 марта. Дебют дуэта состоялся 7 марта, на музыкальной телевизионной программе M Countdown транслируемой на телеканале Mnet. Песня «Focus» дебютировала на шестом месте Billboard World Album Chart.
Они выпустили OST «Take» для дорамы «Этот психометрический парень».

## Дискография

### Мини-альбомы
| Название | Детали альбома                                                                                                 | Пиковые позиции в чартах | Пиковые позиции в чартах | Пиковые позиции в чартах | Продажи                                                 |
| Название | Детали альбома                                                                                                 | KOR                      | JPN                      | US World                 | Продажи                                                 |
| -------- | --- | ------------------------ | ------------------------ | ------------------------ | ------------------------------------------------------- |
| Focus    | - Дата выхода: 5 марта 2019 года. - Метка: JYP Entertainment - Форматы: CD, цифровая загрузка, потоковое аудио | 2                        | 7                        | 6                        | - Республика Корея: 85,461 - Япония: 13,252 - США: 1000 |

### Синглы
| заглавие      | Год  | Пиковые позиции в чартах | Пиковые позиции в чартах | Пиковые позиции в чартах | Альбом |
| заглавие      | Год  | KOR                      | KOR Hot                  | US World                 | Альбом |
| ------------- | ---- | ------------------------ | ------------------------ | ------------------------ | ------ |
| «Focus on Me» | 2019 | —                        | 45                       | 23                       | Focus  |

### Саундтреки
| Заглавие | Год  | Пиковые позиции в чартах | Пиковые позиции в чартах | Пиковые позиции в чартах | Альбом                              |
| Заглавие | Год  | KOR                      | KOR Hot                  | US World                 | Альбом                              |
| -------- | ---- | ------------------------ | ------------------------ | ------------------------ | ----------------------------------- |
| «Take»   | 2019 | 75                       | —                        | 25                       | OST «Этот психо метрический парень» |

## Туры и концерты
- Jus2 <FOCUS> Live Premiere with V Live[17]
- Jus2 <FOCUS> Premiere Showcase Tour[18]